# جاویرا تورو
جاویرا تورو (انگلیسی: Javiera Toro؛ زادهٔ ۲۲ آوریل ۱۹۹۸) بازیکن فوتبال اهل شیلی است.
وی همچنین در تیم ملی فوتبال زنان شیلی بازی کرده‌است.